# Greys Koch
Gladys Graciela Koch (Oberá, Misiones, 2 de diciembre de 1974), conocida artísticamente como Greys Koch, es actriz, modelo y vedette Argentina. También conocida por personificar a la Mujer Maravilla en Argentina.

## Biografía

### Inicios
Greys nació en Oberá, y se crio en Posadas, Misiones. Posteriormente sus padres se mudaron a la provincia de Buenos Aires. A los 29 se recibió de productora de moda en la escuela argentina de moda, también estudio modelaje, pasarela,  publicitaria y asesoría de imagen. Conducción y Locución con Marianela Álvarez y teatro con Fernando Ramírez.

### Como modelo
Participó de la apertura de showmatch.(2017).
Carnaval de corrientes "Comparsa Sapucay" desfiló como artista invitada con un traje del diseñador Marcelo Pendola.(2017).
Carnaval de corrientes "Comparsa Anahí" desfiló como artista invitada con un traje del diseñador Marcelo Pendola.(2018).
Desfile a beneficio "Rosas sin espinas" desfiló para el diseñador Roberto Piazza .(2018).
Desfile a beneficio, desfiló para el diseñador Roberto Piazza.(2021).
Desfile a beneficio por el cumpleaños del diseñador Roberto Piazza.(2022).
Desfile a beneficio "El fénix" desfiló para Roberto Piazza.(2023).

### Radio
coconductora en UrbanaBA con Matías Vázquez , Entretiene a sus oyentes con su estilo informal. El espectáculo, la moda, la previa nocturna y la farándula en un solo lugar. (2016).
Coconductora en Radio pop, la vuelta pop. Con Pablo Muney , Mónica Farro ,Martín Vázquez, Fernando Ramírez, Toti Ciliberto.(2017).
Conductora en Radio Late, "Late que vamos" , con Lorna Gemetto y Sebastián Allione.(2020-2021).

### Televisión
Panelista en C5N Más tarde imposible con la conducción de Pablo Muney.(2016-2018).
Panelista en América TV Incorrectas con la conducción de Moria Casan. (2019-2020).
Conducción del programa Sex & Greys por la plataforma de YouTube.(2020).
Coconductora del programa Entre amigos, con la conducción de Alejandro Cupito en el canal Net TV. (2023-2024).

### Cine
Película del cine independiente argentino "El Granero" con Toti Ciliberto.(2017).
Cómic con : como la mujer maravilla representando a la Argentina.(2019).
Pelicula "Esa semana juntos".(2024).

### Teatro
"COPYCAT" Un musical de imitaciones de la mano de Fernando Ramírez. Elenco: Fernando Ramírez, Greys Koch y Juan Carlos mastrangelo.(2017).
"La revista está en el Maipo" dirigida por Lorena Liggi, Leandro Angelo y Maxi Cardacci. Elenco: Gimena Alarcón, Luisina Añon, Daniel Cofre, Alejo Cruzado Antonelli, Charly G, Alejandro Gallego, Federica Irigaray, Agustina Jáuregui, Greys Koch, Lorena Liggi, Chapi Martínez, Joana Molina, Camila Pena, Jochi Quiles, Flor Regina, Javier Villoldo.(2018).
"La noche con Moria" en el teatro Pepe soriano(tigre) con Moria Casan y Florencia Regina.(2019).
"COPYCAT" Un musical de imitaciones de la mano de Fernando Ramírez. Elenco: Fernando Ramírez, Greys Koch y Sebastián Fernández con la producción de Producciones.CV.  Producción ejecutiva: Alejandro Cupito.(2023).
"COPYCAT". Elenco: Fernando Ramírez, Greys Koch y Sebastián Fernández con la producción de Producciones.CV.  Producción ejecutiva: Alejandro Cupito (2024).